# Amsacta felderi
Amsacta felderi är en fjärilsart som beskrevs av Rothschild 1910. Amsacta felderi ingår i släktet Amsacta och familjen björnspinnare. Inga underarter finns listade i Catalogue of Life.